# Dibër (hạt)
Hạt Dibër (tiếng Albania: Qarku i Dibrës) là một trong 12 hạt của Albania.  Hạt này gồm các huyện Bulqizë, Dibër, và Mat và tỉnh lỵ là Peshkopi.
Dibër nổi tiếng với các cuộc kháng chiến chống quân Thổ Nhĩ Kỳ. Ngày nay, Dibër bị chia cắt bởi biên giới Albania-Macedonia. Sự chia cắt này là kết quả của một tuyên bố chủ quyền của Nam Tư cũ ở khu vực ngày nay là nửa  Dibër thuộc Macedonia trong một cuộc hội nghị quốc tế năm 1913 ở London, nơi một số khu vực lớn đất đai mà Albania cho là của mình đã được xác định nằm ngoài biên giới Albania.
Dibër đã là chiến trường của các cuộc chiến Thổ Nhĩ Kỳ và Balkan trong nhiều thế kỷ. 
Dibër có các hồn Lura và thung lũng Drin.  Thị xã Kastriot, truyền thống vẫn coi là nơi sinh của anh hùng dân tộc Albania Gjergj Kastrioti Skanderbeg.
Phía đông Dibër giáp với các vùng Polog và Tây Nam Macedonia của Bắc Macedonia.  Ở Albania, hạt này giáp các hạt sau:
- Kukës: bắc
- Elbasan: nam
- Tirana: tây nam
- Durrës: tây
- Lezhë: tây bắc